# Pacta conventa (Polonia)

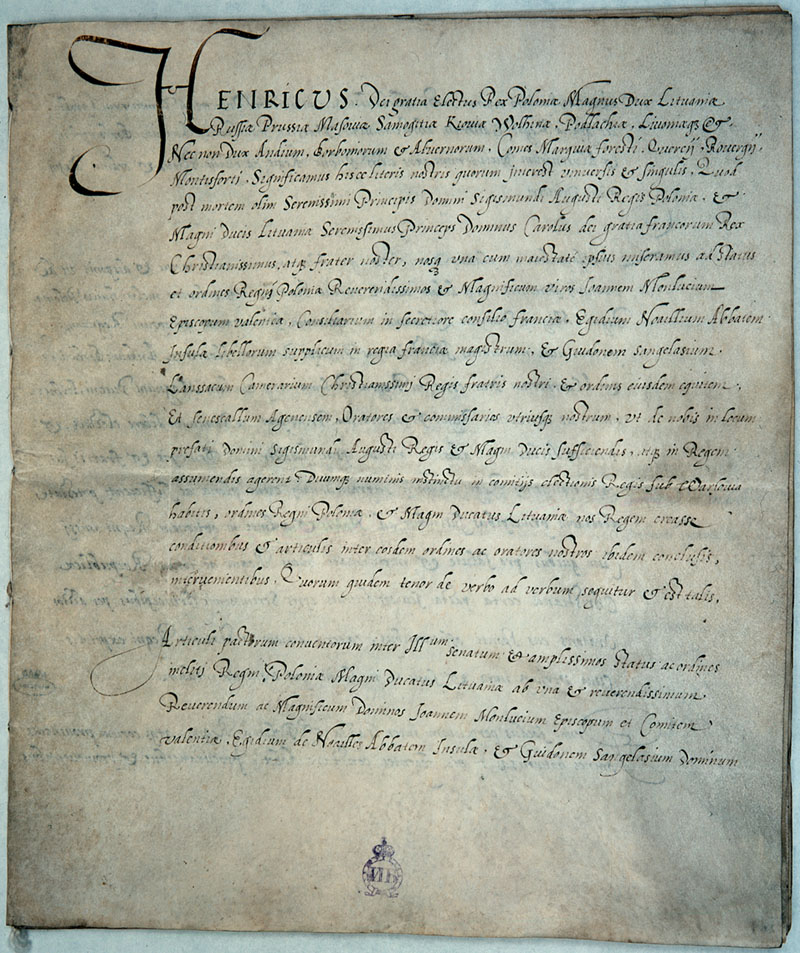
Primul document Pacta conventa, semnat de Henri de Valois în 1573.

Pacta conventa (în latină „Articolele înțelegerii”) a fost o înțelegere contractuală care a fost în vigoare între 1573 și 1764 între națiunea polonă, înțelegând prin acest termen doar nobilimea (șleahta) care avea drepturi depline și regele nou ales al Uniunii polono-lituaniene, după libera alegere (pol. wolna elekcja) a acestuia la tron.
Documentul a fost redactat de Sejm-ul convocat în 1573, la stingerea dinastiei Jagellone, pentru libera alegere a unui nou rege și  reafirma garanțiile pe care regele ales, desemnat să conducă Polonia și Lituania, le oferea Sejm-ului că își va respecta angajamentele luate prin semnarea Articolelor Henriciane, în privința afacerilor externe, a taxelor și impozitelor, datoriei publice, armatei regale, etc. Documentul era adaptat pentru fiecare candidat la tron, în funcție de situațiile particulare și angajamentele diferite pe care acesta era obligat să le ia. De exemplu, la alegerea regelui Władysław IV Vasa, acesta a fost obligat să își ia angajamentul de a crea o forță navală a Uniunii polono-lituaniene în Marea Baltică.
Adițional caracterului unic al fiecărui document, fiecare rege-ales era deci obligat să semneze Articolele Henriciane, al căror conținut rămâne neschimbat pe parcursul secolelor XVI-XVIII. Distincția dintre cele două documente a ajuns totuși să se estompeze cu timpul, de-a lungul alegerilor succesive. Împreună, aceste două documente precizează cele mai importante prevederi și chiar detalii ale sistemului constituțional al Uniunii polono-lituaniene.